# 聖奧斯定堂

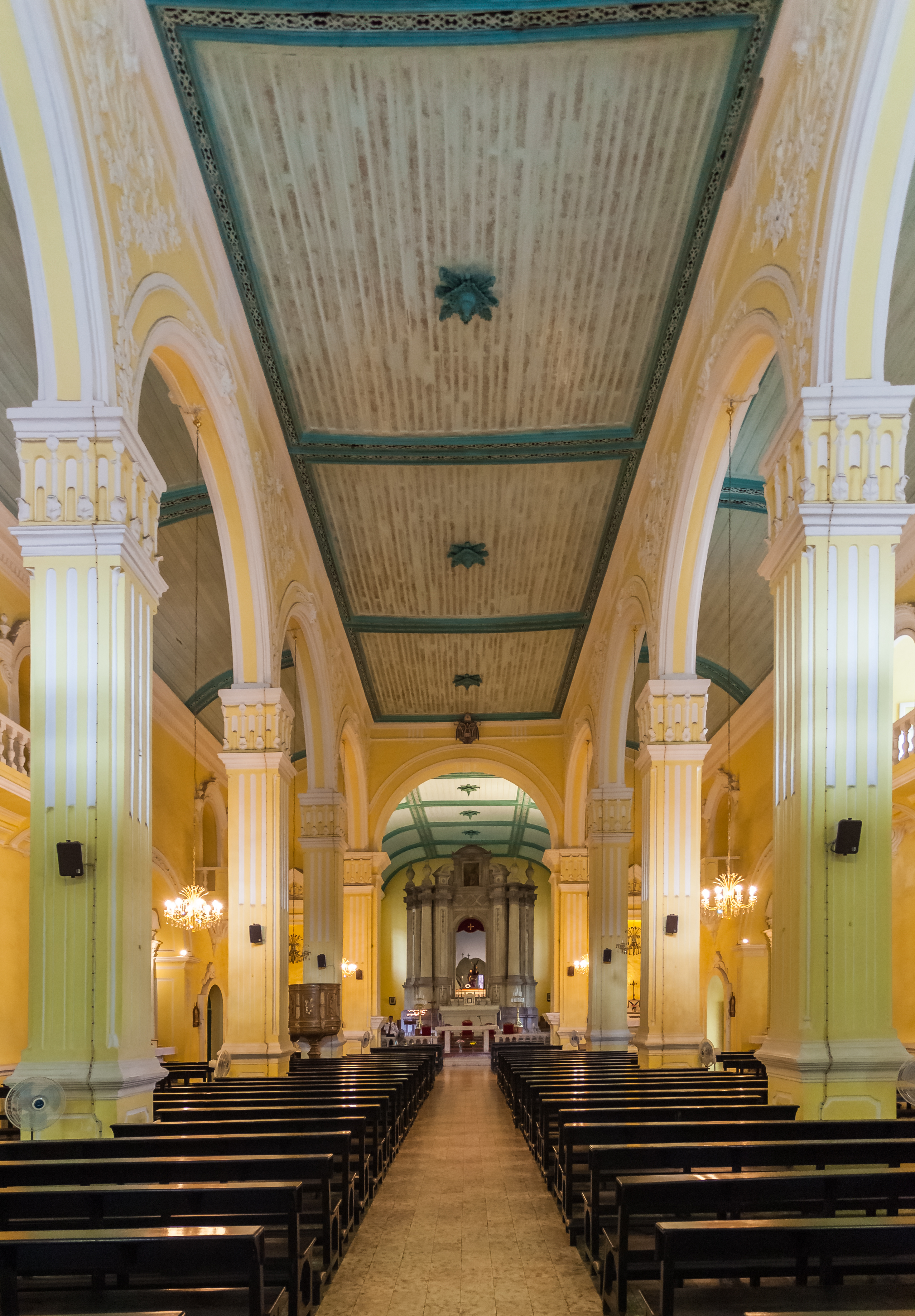

聖奧斯定堂（葡萄牙語：Igreja de Santo Agostinho，俗稱龍嵩廟、龍鬚廟、崗頂聖堂），是一座位於澳門崗頂前地的教堂，於1874年重修後奠定現時的規模。該教堂每年為期兩天的苦難耶穌像巡遊，是澳門天主教會重要的節日活動之一。2005年，聖奧斯定堂作為澳門歷史城區的部分被列入世界文化遺產名錄內。

## 名字典故
聖奧斯定堂最初的建築非常簡陋，教士們便用蒲葵葉覆蓋屋頂來遮擋風雨；每當大風吹來，蒲葵葉便隨風飛揚，華人遠遠望去，覺得這情景像龍鬚豎起，就稱教堂作“龍鬚廟”，後又以粵音轉稱“龍嵩廟”。

## 歷史
據創建聖奧斯定堂的曼里蓋（Frei Francisco Manrique）所載，於1588年來澳傳教的西班牙奧斯定會修士在崗頂興建了會院及恩寵之母小堂。初建時，由於以棕櫚樹葉作頂，風吹時看似龍鬚飄飄，故被稱為龍鬚廟，後被改成龍嵩廟。3年後歸葡萄牙人所有。 1589年敎堂轉屬葡萄牙敎士後，1591年便在現址興建一座供奉聖母的敎堂。1872年，敎堂的主堂和祭衣间坍塌，於是教堂在1875年進行重修，遺留至今。

## 建築特色
早期的教堂是一座手法主義建築，1874年重修時做了巨大的改動，成為今天的模樣。教堂坐北朝南，後部有鐘樓，與街道成一夾角，形成前地空間。教堂立面簡樸，總高約17米，採用歐洲文藝復興時代的古典式構圖。入口用雙柱，是石製的羅馬塔司干式，牆轉角有隅石，外牆面為黃色粉刷，有許多卷渦形裝飾和白色線腳。頂部是三角形山花，中間的神龕供奉聖母像。屋頂為坡屋頂，瓦屋面，木屋架。教堂的主體結構為磚木結構。
教堂正廳為一層，入口有夾層，是唱詩席。教堂內部結構與玫瑰堂類似，由兩排柱子將空間一分為三：一個寬7米的中廳和兩個寬4米的側廊，長度均為30米。兩側廊為木拱吊頂，中廳則為平吊頂，瓷磚地面。中廳內部還有四個小祭壇和一個八角形的木製講壇。主祭壇寬闊而深遠（長20米，寬11米，高12米），供奉“苦難善耶穌像”，祭壇採用鋼筋混凝土結構，裝飾為巴洛克風格，表面飾水磨石，地板鋪設馬賽克。

## 堂區主保

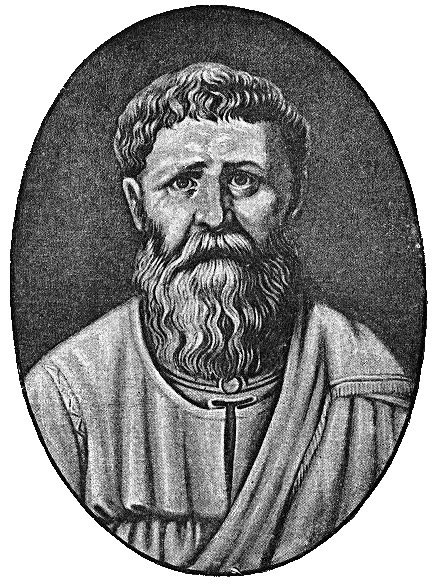
奥勒留·奧斯定

奥勒留·奧斯定（拉丁語：Aurelius Augustinus，354年11月13日—430年8月28日），罗马帝国末期北非柏柏尔人，早期西方基督教神学家、哲学家，曾任北非城市希波（Hippo Regius，今阿尔及利亚安纳巴）的主教，故史称希波的奥古斯丁（拉丁語：Augustinus Hipponensis）。
他是圣孟尼迦的幼子，出生于罗马帝国北非阿非利加行省塔加斯特城，在罗马受教育，在米兰接受洗礼。他的著作《忏悔录》被称为西方历史上“第一部”自传，至今仍被传诵。他是奧斯定會的发起人。

## 節慶活動
每年四旬期的第一個周末（2-3月），供奉在聖堂的苦難善耶穌像會被運到主敎座座；第二日搬回（俗稱「出大耶穌」）。是為澳門重要的宗教活動之一。

## 外部連結
- 天主教澳門教區

| 澳門歷史城區 |
| 建築 |
| 媽閣廟 \| 港務局大樓 \| 鄭家大屋 \| 聖老楞佐教堂 \| 聖若瑟修院大樓及聖堂 \| 崗頂劇院 \| 何東圖書館大樓 \| 聖奧斯定教堂 \| 市政署大樓 \| 三街會館（關帝廟） \| 仁慈堂大樓（仁慈堂博物館） \| 大堂（主教座堂） \| 大堂巷七號住宅（盧家大屋） \| 玫瑰聖母堂 \| 大三巴牌坊 \| 哪吒廟 \| 舊城牆遺址 \| 大炮台 \| 聖安多尼教堂（花王堂） \| 東方基金會會址 \| 基督教墳場（包括馬禮遜小教堂） \| 東望洋炮台（包括聖母雪地殿教堂及燈塔）（保育危機） |
| 前地 |
| 媽閣廟前地 \| 亞婆井前地 \| 崗頂前地 \| 議事亭前地 \| 板樟堂前地 \| 大堂前地 \| 耶穌會紀念廣場 \| 賈梅士前地 |
| 区内其他地点及街道 |
| 海事博物館 \| 妈阁斜巷 \| 妈阁街 \| 高楼街 \| 政府總部事務局 \| 聖若瑟教區中學第二、三校 \| 龙嵩正街 \| 亞美打利庇盧大馬路 \| 聖若瑟教區中學第四校 \| 澳門郵政局大樓 \| 聖物寶庫 \| 大三巴街 \| 天主教藝術博物館與墓室 \| 澳門博物館 \| 大炮台山 \| 花王堂街 \| 白鸽巢总站 \| 东望洋山 |